# USS Hunter Marshall (APD-112)
USS Hunter Marshall (APD-112) là một tàu vận chuyển cao tốc lớp Crosley, nguyên được cải biến từ chiếc DE-602, một tàu hộ tống khu trục lớp Rudderow, và đã phục vụ cùng Hải quân Hoa Kỳ trong Chiến tranh Thế giới thứ hai. Nó là chiếc tàu chiến duy nhất của Hải quân Hoa Kỳ được đặt cái tên này, theo tên Thiếu úy Hải quân Hunter Marshall III (1917-1942), người được biệt phái cùng đội bảo vệ vũ trang hải quân cho tàu vận tải Lục quân USAT Merrimack, đã mất tích vào ngày 9 tháng 6, 1943 khi Merrimack đắm do trúng ngư lôi từ tàu ngầm Đức U-68 tại vùng biển Caribe và được truy tặng Huân chương Ngôi sao Bạc. Nó đã phục vụ cho đến khi chiến tranh kết thúc, xuất biên chế năm 1946, rồi được chuyển cho Ecuador vào tháng 7, 1961, để sử dụng như trạm phát điện nổi. Số phận sau cùng của con tàu không rõ.

## Thiết kế và chế tạo
Thiết kế của lớp Crosley dựa trên việc cải biến lớp tàu hộ tống khu trục Rudderow. Cấu trúc thượng tầng con tàu được mở rộng, đồng thời tháo dỡ bớt vũ khí trang bị để lấy chỗ bố trí nơi nghỉ cho 162 binh lính được vận chuyển cùng khoảng 40 tấn trang bị. Hệ thống động lực tương tự như với các lớp Buckley và Rudderow; là kiểu động cơ turbine-điện General Electric, cung cấp điện năng cho mô-tơ điện để dẫn động hai trục chân vịt.
Dàn vũ khí được giữ lại bao gồm một khẩu pháo 5 inch (130 mm)/38 cal bố trí một phía trước mũi; ba khẩu đội pháo phòng không Bofors 40 mm nòng đôi và sáu pháo phòng không Oerlikon 20 mm; vũ khí chống ngầm gồm hai đường ray Mk. 9 để thả mìn sâu. Thủy thủ đoàn đầy đủ bao gồm 15 sĩ quan và 168 thủy thủ; và con tàu được bố trí tiện nghi để vận chuyển 12 sĩ quan cùng 150 binh lính đổ bộ.
Hunter Marshall được đặt lườn như là chiếc DE-602 tại Xưởng tàu Bethlehem-Hingham ở Hingham, Massachusetts vào ngày 9 tháng 3, 1945. Nó được hạ thủy vào ngày 5 tháng 5, 1945, được đỡ đầu bởi bà Hunter Marshall, mẹ của Thiếu úy Marshall. Con tàu được xếp lại lớp như một tàu vận chuyển cao tốc vào ngày 17 tháng 7, 1945, mang ký hiệu lườn mới APD-112, đồng thời nhập biên chế cùng Hải quân Hoa Kỳ cùng ngày hôm đó dưới quyền chỉ huy của Hạm trưởng, Trung tá Hải quân Albert A. Campbell.

## Lịch sử hoạt động
Khởi hành từ Boston, Massachusetts vào ngày 3 tháng 8, 1945, Hunter Marshall vẫn đang tiến hành việc chạy thử máy huấn luyện tại khu vực biển Caribe khi Nhật Bản chấp nhận đầu hàng vào ngày 15 tháng 8, 1945 giúp chấm dứt vĩnh viễn cuộc xung đột. Nó đi đến Norfolk, Virginia vào ngày 5 tháng 9 và ở lại đây cho đến ngày 10 tháng 10 để tham gia lễ Duyệt binh hạm đội dưới sự chủ trì của Tổng thống Harry S. Truman nhân ngày Hải quân. Sau đó con tàu đi đến Green Cove Springs, Florida vào ngày 25 tháng 11 để chuẩn bị ngừng hoạt động.
Hunter Marshall được cho xuất biên chế tại Green Cove Springs, Florida vào ngày 30 tháng 5, 1946 và được đưa về Đội Florida trực thuộc Hạm đội Dự bị Đại Tây Dương. Tên nó được cho rút khỏi danh sách Đăng bạ Hải quân vào ngày 1 tháng 6, 1960, và con tàu được bán cho chính phủ Ecuador vào tháng 7, 1961 để sử dụng như một trạm phát điện nổi. Số phận sau cùng của con tàu không rõ.

## Phần thưởng
Nguồn: Navsource Naval History
|  |  |

| Huân chương Chiến dịch Hoa Kỳ | Huân chương Chiến thắng Thế Chiến II |